# Casbia fasciata
Casbia fasciata är en fjärilsart som beskrevs av W. Warren 1896. Casbia fasciata ingår i släktet Casbia och familjen mätare. Inga underarter finns listade i Catalogue of Life.